# Comisión Nacional de los Mercados y la Competencia
La Comisión Nacional de los Mercados y la Competencia (CNMC) de España es el organismo regulador independiente encargado de preservar, garantizar y promover el correcto funcionamiento, la transparencia y la existencia de una competencia efectiva y de una regulación eficiente en todos los mercados y sectores productivos en beneficio de los consumidores y usuarios. 
La CNMC está adscrita, a meros efectos presupuestarios, al Ministerio de Economía, Comercio y Empresa. Tiene personalidad jurídica propia y plena capacidad pública y privada, independiente del Gobierno, y está sometida al control parlamentario y judicial. Se financia través de los Presupuestos Generales del Estado.

## Orígenes
La CNMC se crea en 2013 a partir de la integración de seis organismos: Comisión Nacional de la Competencia (CNC), Comisión Nacional de Energía (CNE), Comisión del Mercado de las Telecomunicaciones (CNMT), Comisión Nacional del Sector Postal (CNSP), Consejo Estatal de Medios Audiovisuales (CEMA) y Comité de Regulación Ferroviaria y Aeroportuaria (CRFA).
En 2013, las Cortes Generales decidieron unificar los organismos reguladores y la autoridad de competencia con el fin de garantizar la seguridad jurídica y la confianza institucional, evitando duplicidades innecesarias en el control de cada operador y decisiones contradictorias en la misma materia.

## Presidentes
1. José María Marín Quemada (2013-2020)
2. Cani Fernández Vicién (2020-presente)

## Normativa
La CNMC se regula por la Ley 3/2013, de 4 de junio, de creación de la CNMC y por el Real Decreto 657/2013, de 30 de agosto, por el que se aprueba el Estatuto Orgánico de la CNMC.
La Comisión aplica las siguientes leyes:
- Ley 34/1998, de 7 de octubre, del sector de hidrocarburos
- Ley 60/2003, de 23 de diciembre, de Arbitraje
- Ley 21/2003, de 7 de julio, de Seguridad Aérea
- Ley 15/2007, de 3 de julio, de Defensa de la Competencia
- Ley 43/2010, de 30 de diciembre, del servicio postal universal, de los derechos de los usuarios y del mercado postal
- Ley 24/2013, de 26 de diciembre, del Sector Eléctrico
- Ley 38/2015, de 29 de septiembre, del Sector Ferroviario
- Ley 11/2022, de 28 de junio, General de Telecomunicaciones
- Ley 13/2022, de 7 de julio, General de la Comunicación Audiovisual

## Funciones
Aplicación de la normativa de defensa de la competencia, española y de la UE:
- Conductas restrictivas a la competencia: detección de cárteles, denuncias de confabulaciones entre empresas en perjuicio del mercado y del consumidor, abusos de posición de dominio.
- Control de concentraciones.

Supervisión y control de todos los sectores económicos, además de asumir las funciones de regulador independiente previstas por las Directivas europeas en los siguientes sectores económicos:
- Energía.
- Comunicaciones electrónicas y audiovisual
- Ferroviario y tarifas aeroportuarias
- Mercado postal

Promoción de la competencia:
- Elaboración de estudios e informes sectoriales para favorecer la competencia con propuestas de cambios de normativa, para que haya más competencia y la regulación sea más eficiente.
- Informes de proyectos normativos a petición del Gobierno: leyes, reales decretos, órdenes ministeriales.
- Elaboración de guías para promocionar y fomentar la competencia y la mejora de la regulación.
- Utilización de la legitimación activa para remover obstáculos a la competencia efectiva o a la regulación eficiente acudiendo a los tribunales.

Resolución de conflictos entre operadores económicos
Ayudas públicasElaboración de informes y valoración de la normativa de competencia española y de la UE en el área de 
Elaboración de un informe anual sobre ayudas públicas en España, que debe ser remitido al Congreso.

## Organización interna
La CNMC tiene dos órganos de Gobierno: el presidente y el Consejo, que está compuesto por su presidente, un vicepresidente y otros ocho miembros (consejeros), elegidos por el Parlamento a propuesta del Ministerio de Economía y Competitividad. Su mandato es de 6 años no renovables y sometido a un estricto régimen de incompatibilidades.
El consejo se organiza en Pleno y en dos salas: Sala de Competencia y Sala de Supervisión Regulatoria.
La Sala de Competencia está integrada por el presidente y 4 consejeros. Aplica la normativa de defensa de la competencia y de promoción de la competencia en todos los sectores de la economía española. La Sala de Supervisión Regulatoria está formada por el vicepresidente y 4 consejeros. Se encarga de la supervisión, control y resolución de conflictos en los mercados y sectores de comunicaciones electrónicas; electricidad y gas natural; postal; comunicación audiovisual; tarifas aeroportuarias, y ferroviario.
El consejo de la CNMC también se puede reunir en Pleno, donde están presentes el presidente, con voto de calidad, el vicepresidente y los 8 consejeros, para aprobar los planes estratégicos del organismo, adoptar decisiones de especial relevancia o con especial incidencia en el funcionamiento competitivo de los mercados o cualquier tema que afectando a temas de ambas salas sea requerido por el presidente o tres consejeros para el Pleno, cuando así lo aprueben seis miembros.
La CNMC cuenta con cuatro direcciones de instrucción: Competencia, Energía, Telecomunicaciones y Sector Audiovisual y Transportes y Postal. 
Las Direcciones deben ejercer las funciones de instrucción con plena independencia del Consejo y de cualquiera de sus miembros. Sus directores están sometidos al régimen de incompatibilidades de los altos cargos y presentan al Consejo las propuestas de actos o decisiones instruidas, para su posterior debate y eventual aprobación.
La CNMC cuenta también, en adscripción directa al Presidente, con un Departamento de Promoción de la Competencia, responsable de coordinar las propuestas que se hayan de elevar al Consejo en materia de promoción de la competencia, informes sectoriales que incluyan propuestas de modificación del marco regulatorio, ayudas públicas así como los informes sobre proyectos normativos. Dentro de la función de promoción de la competencia, la CNMC también puede utilizar el instrumento de la legitimación activa: para remover barreras a la competencia efectiva o para eliminar regulaciones económicas ineficientes que, por ejemplo, fraccionen la unidad del mercado. 
También, adscritos a la Presidencia, se encuentran la Secretaría General, responsable de la gestión de personal y contratación, servicios informáticos y otros servicios administrativos horizontales; y el Departamento de Control interno, encargado de verificar que todas las actuaciones llevadas a cabo en el seno de la Comisión de los Mercados y la Competencia se realicen de forma que se asegure un adecuado nivel de cumplimiento, eficacia y eficiencia en la consecución de sus objetivos y que se ejercen sus funciones y competencias de acuerdo con los principios de imparcialidad, objetividad e independencia.
El correcto funcionamiento de todas las unidades corresponde al Presidente, dentro de sus competencias recogidas en el Estatuto de la CNMC.
El funcionamiento de la CNMC se ajusta a la normativa de la Unión Europea, especialmente en los sectores de telecomunicaciones y energía, que busca una mayor integración del Mercado Único de la Unión. A tal efecto, la Comisión colabora de forma regular y periódica con otras autoridades de supervisión de la Unión Europea y con las agencias de cooperación de los reguladores europeos en materia de energía y de comunicaciones electrónicas.
La Dirección de Competencia tiene atribuidas las funciones de instrucción recogidas en la Ley de Defensa de la Competencia, que siguen ejerciéndose manteniendo la coherencia y el carácter horizontal de la normativa de defensa de la competencia.